# مارشال مور
مارشال مور (بالإنجليزية: Marshall Moore)‏ (29 يونيو 1970، كارولاينا الشمالية في الولايات المتحدة)؛ روائي أمريكي.